# Michel Barnier
Michel Jean Barnier (født 9. januar 1951 i La Tronche, Isère, Frankrig) er en fransk politiker fra det borgerlige parti Les Républicains, der fra 5. september 2024 til 13. december 2024 var Frankrigs premierminister.
Tidligere fungerede han som leder af Europa-Kommissionens taskforce for relationer til Storbritannien (UK Task Force/UKTF) fra 2019 til 2021. Han fungerede tidligere som chefforhandler ved taskforce til forberedelse og gennemførelse af forhandlingerne med Det Forenede Kongerige i henhold til artikel 50 i EU-traktaten (Task Force 50/TF50) fra oktober 2016 til november 2019.
Han har været i flere franske regeringer, herunder som landbrugs- og fiskeriminister fra 2007 til 2009, udenrigsminister fra 2004 til 2005, minister for europæiske anliggender fra 1995 til 1997 og miljø- og livsstilsminister fra 1993 til 1995. Han virkede på europæisk plan som europakommissær for regionalpolitik fra 1999 til 2004 og europakommissær for det indre marked og tjenesteydelser fra 2010 til 2014. Han fungerede som næstformand for Det Europæiske Folkeparti (EPP) fra 2006 til 2015.

## Familie og uddannelse
Barnier blev født i La Tronche i de Franske Alper, i en gaullistisk familie i 1951. Hans far var en håndværker som arbejdede med læder og tekstiler. I sin ungdom var Barnier spejder og korsanger. Barnier tog eksamen fra ESCP Business School i 1972.
Barnier er gift og har tre børn.

## Politisk karriere

### National politik
Barnier fungerede i staben hos forskellige Gaullist-ministre i 1970'erne, inden han i 1978, 27 år gammel som det yngste parlamentsmedlem i Frankrig, blev valgt til den franske nationalforsamling i departementet Savoie hvor han repræsenterede neo-gaullisterne, Rassemblement pour la République (RPR) indtil 1993.
Sammen med Jean-Claude Killy organiserede Barnier vinter-OL 1992 i Albertville som medformand for COJO (Comité d'Organisation des Jeux Olympiques).
Barnier blev første gang medlem af den franske regering som miljøminister efter højrefløjens jordskredsejr ved parlamentsvalget i 1993. I 1995 udnævnte Jacques Chirac ham til minister for europæiske anliggender, og han havde posten indtil præsidentflertalets nederlag ved parlamentsvalget i 1997. Barnier fungerede derefter som EU-kommissær for regionalpolitik i Prodi-kommissionen fra 1999 til 31. marts 2004. Derefter blev han Frankrigs udenrigsminister Jean-Pierre Raffarins regering indtil 5. juni 2005, da Dominique de Villepin erstattede ham med Philippe Douste-Blazy. Barnier mente, at han var uretfærdigt sanktioneret for "nej"-resultatet i den franske folkeafstemning om den europæiske forfatning.
I marts 2006 blev Barnier valgt til næstformand for Det Europæiske Folkeparti (EPP) for en treårig periode, og han forblev næstformand til 2015.
Under Nicolas Sarkozys præsidentskab blev han landbrugsminister ved en omrokering af den franske regering forårsaget af Alain Juppés fratræden efter det franske parlamentsvalg i 2007.
I 2016 anmodede den franske undersøgelsesdommer Sabine Kheris om, at der blev rejst en sag mod Barnier, Dominique de Villepin og Michèle Alliot-Marie ved domstolen Cour de Justice de la République. De tre tidligere ministre var mistænkt for at have tilladt løsladelse af de lejesoldater, der var ansvarlige for et angreb på en fransk militærbase i Bouaké i 2004 som dræbte ni franske soldater. Operationen var angiveligt tiltænkt at begrunde en reaktion mod Laurent Gbagbo-regeringen i forbindelse med krisen i 2004 i Elfenbenskysten.

### Europæisk politik
Barnier arbejdede i 2006 som en særlig rådgiver for José Manuel Barroso, den daværende formand for Europa-Kommissionen, og forelagde en rapport for Ministerrådet med forslag om oprettelse af en europæisk civilbeskyttelsesstyrke.  I 2006–2007 fungerede han som medlem af Amato-gruppen, en gruppe af højtstående europæiske politikere, der uofficielt arbejdede på at omskrive EU's forfatningstraktat til det, der blev kendt som Lissabontraktaten efter den blev forkastet ved folkeafstemninger i Frankrig og Holland.
Barnier var spidskandidat for UMP-listen i Île-de-France til valget til Europa-Parlamentet i 2009. Han blev valgt til Europa-Parlamentet, men forlod parlamentet da han i februar 2010 blev EU-kommissær for det indre marked og tjenesteydelser. Med ansvar for den europæiske banksystemreform argumenterede han for et "sammenhængende indre marked med intelligente regler, der gælder overalt".
Barnier blev to gange udnævnt til fungerende kommissær for industri og iværksætteri som afløser for Antonio Tajani, fra den 19. april 2014 til den 25. maj 2014 mens Tajani havde valgkamporlov i forbindelse med Europa-Parlamentsvalget i 2014, og fra den 1. juli 2014 til den 16. juli 2014 efter han var blevet indvalgt i parlamentet.
Som EU-kommissær for det indre marked og tjenesteydelser håndterede Barnier mange vigtige spørgsmål, såsom reformen af den finansielle sektor (40 lovgivninger mellem 2010 og 2014), bankunionen (startende med den fælles tilsynsmekanisme ) og det digitale indre marked.
Fra 2015 fungerede Barnier som ulønnet særlig rådgiver om europæisk forsvarspolitik for formand for Europa-Kommissionen Jean-Claude Juncker.

### Brexit-forhandler
Den 27. juli 2016 blev Barnier annonceret som Europa-Kommissionens chefforhandler med Det Forenede Kongerige om at forlade EU i henhold til artikel 50 i traktaten om Den Europæiske Union. Juncker kommenterede udnævnelsen med at sige : "Jeg ville have en erfaren politiker til dette vanskelige job."
Ved forhandlingerne om handelsaftaler i 2020 mellem Storbritannien og EU var Barnier hovedforhandleren, der modtog sit forhandlingsmandat fra Det Europæiske Råd den 25. februar 2020.

### Senere karriere
I januar 2021 blev Barnier udnævnt til særlig rådgiver for kommissionsformand Ursula von der Leyen, der fører tilsyn med ratificeringen af handels- og samarbejdsaftalen mellem EU og Storbritannien under nye ordninger, der overlod ansvaret for implementeringen af aftalen til næstformand Maroš Šefčovič.
I februar 2021 oprettede Barnier en politisk fraktion inden for republikanerne under navnet "Patriotes et Européens" (Patrioter og europæere) som forberedelse til en eventuelt opstilling ved det franske præsidentvalg i 2022. 26. august 2021 annoncerede Barnier sit kandidatur til præsidentvalget i Frankrig 2022.

## Premierminister
5. september 2024 meddelte Frankrigs præsident Emmanuel Macron, at han havde givet Michel Barnier opgaven med at danne "en forenende regering" og dermed udnævnt ham til premierminister. Udnævnelsen kom efter to måneders politisk dødvande efter parlamentsvalget, hvor det var vanskeligt at danne et flertal.

## Andre aktiviteter
- Den Internationale Olympiske Komité (IOC), medlem af Sustainability and Legacy Commission[31]
- Tænketanken Friends of Europe, medlem af bestyrelsen